# Минесота Вайкингс
Минесота Вайкингс (на английски: Minnesota Vikings) е отбор по американски футбол от Минеаполис, Минесота. Състезават се в Северната дивизия на Националната футболна конференция на Националната футболна лига, а срещите си играят на ТСФ Банк Стейдиъм.
Минесота Вайкингс са създадени през 1960 и участват в НФЛ от 1961. Процента на победите им е един от най-високите в лигата. Те са един от шестте отбора от НФЛ, които са записвали 15 или повече победи през редовния сезон. Вайкингс са шампиони на НФЛ веднъж – през 1969, година преди обединението на лигата с Американската Футболна Лига (АФЛ). Имат 4 участия в Супербоул – 1969, 1973, 1974, 1976, но губят всеки един от тях.

## Факти
Основан: през 1961
Основни „врагове“:: Чикаго Беърс, Детройт Лайънс, Грийн Бей Пакърс
Носители на Супербоул: (0)
Шампиони на НФЛ: (1)
- 1969

Шампиони на конференцията: (4)
- НФЛ Запад:  1969
- НФК:  1973, 1974, 1976

Шампиони на дивизията: (18)
- НФЛ Център:1968, 1969
- НФК Център:1970, 1971, 1973, 1974, 1975, 1976, 1977, 1978, 1980, 1989, 1992, 1994, 1998, 2000

Участия в плейофи: (27)
- НФЛ: 1968, 1969, 1970, 1971, 1973, 1974, 1975, 1976, 1977, 1978, 1980, 1982, 1987, 1988, 1989, 1992, 1993, 1994, 1996, 1997, 1998, 1999, 2000, 2004, 2008, 2009, 2012